# Saya no Uta
Saya no Uta (沙耶の唄 lit. Khúc hát của Saya) là một visual novel kinh dị dành cho người lớn của Nitroplus. Cốt truyện ban đầu được viết bởi Urobuchi Gen, người được truyền cảm hứng từ việc đọc các tiểu thuyết của Lovecraft trong thời gian ông sống một mình.
Vào năm 2009, một bản vá dịch của người hâm mộ bằng tiếng Anh được phát hành. Sau đó vào năm 2013, JAST USA đã phát hành bản địa hóa tiếng Anh trên nền tảng kỹ thuật số của họ bằng cách sử dụng phiên bản cải tiến từ bản dịch của người hâm mộ và đồng thời tái phát hành bản này dưới dạng vật lý thông qua định dạng DVD-ROM vào năm 2020 cho các kênh như J-List với engine VN hiện đại hơn. Phiên bản "Directors Cut" của Saya no Uta được phát hành trên nền tảng GOG.com
Một cuốn truyện tranh ba kì dựa trên Saya no Uta, được gọi là Song of Saya, đã được IDW Publishing sản xuất. Các kì được phát hành từ tháng 2 mặc dù tháng 4 năm 2010.
Một bộ phim chuyển thể hiện đang được phát triển bởi Sav! The World Productions, nhưng vẫn chưa có thông tin mới kể từ năm 2017.

## Cốt truyện
Fuminori Sakisaka là một sinh viên y khoa trẻ tuổi, cuộc đời anh thay đổi hoàn toàn khi anh gặp tai nạn giao thông đã cướp đi sinh mạng của cha mẹ anh và làm anh bị thương nặng. Anh tỉnh dậy với chứng rối loạn nhận thức khiến những gì anh nhìn thấy toàn là máu với nội tạng và những con quái vật gớm ghiếc (thực chất là con người) phát ra những thứ âm thanh kì quái. Anh định tự tử trong bệnh viện thì gặp Saya, một người con gái xinh đẹp, dễ thương nhưng thực tế, cô là một con quái vật ngoài trái đất khủng khiếp có ngoại hình khiến mọi người nhìn thấy thôi cũng đủ cảm thấy buồn nôn. Do hoàn cảnh éo le đưa đẩy, cả hai trở nên thân thiết và gắn bó với nhau, cùng kết duyên và dựa dẫm vào nhau để sống.
Thái độ lạnh lùng của Fuminori đối với bạn bè (người mà anh cũng coi là quái vật gớm ghiếc) làm họ lo lắng. Sau khi Yoh, người có tình cảm với Fuminori cố gắng thổ lộ tình cảm của mình và bị từ chối tàn nhẫn, người bạn Omi của cô đã chạy đến nhà Fuminori — và nhanh chóng trở thành thức ăn cho Saya. Chính vì sự cố này, Fuminori đã vô tình nếm thịt người, thấy nó ngon do các giác quan bị biến dạng của mình. Khi Koji điều tra những hành động kỳ lạ của Fuminori, Saya đến thăm người hàng xóm của Fuminori, Yosuke, và thay đổi bộ não của ông giống như của Fuminori như một thử nghiệm. Yosuke, bị điên loạn, giết chết gia đình và tấn công Saya trước khi bị Fuminori giết chết.
Từ đây, Saya đề nghị sửa chữa bộ não của Fuminori. Nếu Fuminori chấp nhận, chứng rối loạn nhận thức của anh sẽ biến mất nhưng Saya sẽ rời bỏ anh vì cô mong muốn anh không nhìn thấy hình dạng kinh khủng của mình. Fuminori sau đó bị bắt giam ở bệnh viện tâm thần, còn Saya đi tìm "người cha" mất tích của mình - giáo sư Ogai, trong khi Fuminori thề sẽ chờ đợi nàng mãi mãi.
Nếu Fuminori từ chối lời đề nghị của Saya, anh sẽ biết rằng mình đã giết người hàng xóm và đã ăn thịt người. Fuminori quyết định thủ tiêu Koji đang nghi ngờ mình bằng cách lái xe đưa Koji đến cabin trên núi của Ogai và cố gắng giết anh bằng cách đẩy anh xuống giếng. Saya tấn công Yoh trước khi biến cô thành cùng loài với Saya như một phần trong kế hoạch trao cho Fuminori một "gia đình". Hành động này khiến Yoh phải trải qua hàng giờ đau đớn khủng khiếp và cô bị biến thành nô lệ tình dục cho những ham muốn bệnh hoạn của Fuminori và Saya.
Bác sĩ phẫu thuật của Fuminori, Ryoko Tanbo đã cứu Koji khỏi giếng, biết về sự tồn tại của Saya và đã điều tra về Ogai. Cả hai phát hiện ra một căn phòng bí mật trong giếng và tìm thấy xác của Ogai cũng như nghiên cứu của ông về Saya và các loài của cô. Koji đến nhà của Fuminori và phát hiện ra thịt của gia đình Omumi và Suzumi trong tủ lạnh của anh. Từ đây, Koji có thể gọi Ryoko hoặc Fuminori. Nếu Koji gọi Fuminori, cả hai đối đầu nhau tại một khu bảo tồn bị bỏ hoang. Koji cố giết Fuminori nhưng thay vào đó lại tìm thấy Yoh, người cầu xin anh giết cô và chấm dứt nỗi đau của cô. Koji, phát điên với vẻ ngoài quái dị của cô, bắn cô và đánh chết cô bằng một ống thép trước khi tham gia trận chiến với Fuminori. Anh áp đảo Fuminori nhưng bị Saya giết chết trước khi anh có thể giáng đòn chí mạng. Saya sau đó suy sụp và tiết lộ rằng cô đang mang thai. Cô giải phóng bào tử của mình như là "món quà cuối cùng" của mình cho Fuminori, hắn cảm thấy hạnh phúc khi các bào tử nhắm vào loài người, thay đổi tất cả bọn họ thành cùng một sinh vật như Saya. Ryoko, trốn trong cabin trên núi của Ogai, hoàn thành việc sao chép nghiên cứu của mình và tìm hiểu tất cả những gì cô có thể về Saya và chủng loài của cô trước khi cam chịu số phận bị biến dạng của mình.
Nếu Koji gọi Ryoko, hai người đối đầu với Fuminori. Trong trận chiến, Koji vẫn giết Yoh nhưng trước khi Saya có thể giết anh, Ryoko đến và đưa cho Koji nitơ lỏng mà anh ta tiến hành ném vào Saya đóng băng cô. Mặc dù bị Fuminori làm trọng thương, Ryoko vẫn bắn Saya và phá vỡ lớp băng. Fuminori sau đó tự sát, với Saya chết bên cạnh anh. Koji là người duy nhất sống sót trong câu chuyện, không thể sống một cuộc sống bình thường như trước khi biết "sự thật" của thế giới; anh bị ám ảnh bởi những cơn ác mộng với ý nghĩ rằng có nhiều sinh vật như Saya tồn tại. Anh thậm chí còn mua một viên đạn cho khẩu súng lục ổ quay với hy vọng rằng khi anh không thể chịu đựng nổi nữa thì anh có thể tự sát và tìm thấy sự cứu rỗi trong cái chết.

## Nhân vật
Fuminori Sakisaka (匂坂 郁紀 Sakisaka Fuminori)
Lồng tiếng bởi: Hikaru Midorikawa (được ghi là Hikaru)
Nhân vật chính của trò chơi. Một sinh viên trường y, anh bị tai nạn giao thông nghiêm trọng cướp đi sinh mạng của cha mẹ và khiến nhận thức về cuộc sống bị thay đổi vĩnh viễn. Khi thế giới quan bị biến dạng, anh nảy sinh tình cảm với một con quái vật gớm ghiếc mà với anh chỉ là một con người bình thường  - một cô gái bí ẩn tên Saya, người mà anh yêu say đắm. Theo thời gian do ảnh hưởng của Saya, Fuminori đã hoàn toàn mất đi tính người và sẵn sàng giết người khác mà không chút hối hận, cắn rứt lương tâm, Yoh là ngoại lệ không bị giết nhưng cũng bị dày vò. Trừ khi anh chấp nhận lời đề nghị của Saya chữa trị chứng rối loạn nhận thức, còn không thì anh dần dần trở thành một nhân vật phản diện trong suốt câu chuyện: một kẻ giết người tàn nhẫn, hiếp dâm và ăn thịt người, thậm chí còn thấy ngon vì các giác quan bị biến dạng. Trong bản phát hành truyện tranh của Mỹ, anh được biết đến với cái tên Josh.
Saya (沙耶 Saya)
Lồng tiếng bởi: Naoko Takano (được ghi là Midori Kawamura)
Saya là một sinh vật đến từ một chiều không gian khác, vật chất hóa trong vũ trụ này với mục đích duy nhất là sinh sản. Cô không có ký ức về nơi mình đến và chỉ được hướng dẫn bởi bản năng của mình. Do tình trạng của Fuminori, anh nhìn thấy cô dưới hình dạng một cô gái trẻ mặc váy trắng. Tuy nhiên, trong thực tế, cô là một sinh vật kinh tởm, với xúc tu và da thịt gớm ghiếc phát ra mùi hôi thối và chất nhờn. Cô săn lùng các sinh vật ở mọi kích cỡ, từ mèo đến người, thường giết chết chúng bằng cách cắt cổ hoặc loại bỏ nội tạng nhờ sự trợ giúp của một số cơ quan không xác định, sau đó ăn các cơ quan nội tạng của chúng. Cô ấy có khả năng phóng ra một loại axit mạnh mà cô ấy sử dụng để tiêu hóa thức ăn của mình trước khi tiêu thụ nó và trong một số trường hợp, xâm nhập vào một ngôi nhà bằng cách làm tan chảy kính cửa sổ. Hình dạng thực sự của cô không bao giờ được tiết lộ đầy đủ vì cô ngay lập tức giết chết và ăn thịt những ai đã chứng kiến được và đáng chú ý là hình dáng của cô không thể nhận diện được bằng mắt người thường vì nội việc nhìn thấy thôi cũng đủ khiến họ phát điên. Có một lượng thông tin ít ỏi liên quan đến hình dạng ban đầu của cô được lượm lặt hoàn toàn từ các mô tả trong trò chơi, bản thân chúng có phần mơ hồ và không bao giờ đi vào chi tiết.
Koji Tonoh (戸尾 耕司 Tonoo Kōji)
Lồng tiếng bởi: Yasunori Matsumoto (được ghi là Dajitoro Kataoka)
Bạn của Fuminori. Sau tai nạn của Fuminori, anh đã cố gắng giúp cuộc sống của Fuminori trở lại bình thường. Tuy nhiên, sau khi suýt chết bởi Fuminori và thấu hiểu được bản chất mới của hắn, Koji trực tiếp đối mặt với hành động sai trái của Fuminori và cố gắng giết hắn, có hoặc không có sự giúp đỡ của Ryoko, tùy theo lựa chọn của người chơi.
Omi Takahata (高畠 青海 Takahata Ōmi)
Lồng tiếng bởi: Hyo-sei (Được ghi là Erena Kaibara)
Bạn gái của Kōji và bạn thân của Yoh. Kể từ sau tai nạn của Fuminori, cô đã trở nên lo lắng cho hạnh phúc của Yoh. Sau khi Fuminori từ chối Yoh một cách trắng trợn, Omi đến nhà của Fuminori định giáo huấn anh nhưng bị Saya giết chết. Thi thể của cô được cất trong tủ lạnh để làm thức ăn cho Saya và Fuminori.
Yoh Tsukuba (津久葉 瑤 Tsukuba Yō)
Lồng tiếng bởi: Mio Yasuda (được ghi là Izumi Yazawa)
Một người bạn của Fuminori, người đã phải lòng anh. Kể từ sau tai nạn của anh, cô đã lo lắng và đau lòng trước sự thay đổi thái độ đột ngột của anh đối với thế giới. Trong câu chuyện, Yoh bị Saya bắt cóc và tấn công trước khi bị biến đổi thành cùng loài với Saya sau khi trải qua nhiều giờ đau đớn. Fuminori sau đó có thể xem Yoh như trước đây anh đã từng. Tuy nhiên, sự thay đổi khiến Yoh đau đớn không chịu nổi và cô đã cầu xin Koji giết cô sau đó trong câu chuyện. Tâm trí của Koji bị ám ảnh bởi hình dạng quái dị của cô và anh đã đánh cô đến chết bằng một ống thép trong sự kinh hoàng và bối rối.
Ryoko Tanbo (丹保 凉子 Tanbo Ryōko)
Lồng tiếng bởi: Mitsuki Saiga (được ghi là Makoto Sato)
Bác sĩ phụ trách tình trạng của Fuminori. Cô trở nên nghi ngờ rằng Fuminori đã che giấu điều gì đó trong quá trình kiểm tra định kỳ sau khi anh hồi phục sau chấn thương. Cô được tiết lộ là một người phụ nữ cứng đầu và hoang tưởng đang tìm kiếm sự thật đằng sau những hành động ghê tởm của Ogai và bị ám ảnh bởi việc phải giết Saya, con quái vật trong những cơn ác mộng của cô. Tùy thuộc vào kết thúc, Ryoko sống và tìm ra sự thật về Saya trước khi đột biến hoặc chết trong trận chiến nhưng kéo Saya chết cùng.
Yosuke Suzumi (鈴見 洋祐 Suzumi Yōsuke)
Lồng tiếng bởi: Masayuki Onizawa
Một trong những người hàng xóm của Fuminori, một người đàn ông tốt bụng nhưng hơi phán xét, thích vẽ. Ông đang sống một cuộc đời hạnh phúc với vợ và con gái. Tuy nhiên, cuộc sống của Yosuke bị đảo lộn khi Saya thay đổi bộ não của mình giống như của Fuminori trong một thí nghiệm. Yosuke sau đó trở nên điên loạn, giết chết vợ và con gái của mình, người mà bây giờ ông ta coi là quái vật gớm ghiếc, trước khi hãm hiếp Saya. Fuminori giết ông ta để trả thù.
Masahiko Ogai (奥涯 雅彦 Ōgai Masahiko)
Cựu giáo sư tại bệnh viện đại học đã biến mất sau một sự cố tại bệnh viện. Cả Saya (người gọi ông là "cha") và Ryoko đã cố gắng tìm ông trong quá khứ, nhưng không có kết quả.

## Soundtrack
Được thực hiện bởi ZIZZ STUDIO
1. "Schizophrenia"
2. "Sabbath"
3. "Seek"
4. "Spooky Scape"
5. "Song of Saya I"
6. "Song of Saya II"
7. "Sin"
8. "Sunset"
9. "Shapeshift"
10. "Scare Shadow"
11. "Scream"
12. "Savage"
13. "Silent Sorrow"
14. "Song of Saya" (沙耶の唄 Saya no Uta?), thể hiện bởi Kanako Itō
15. "Shoes of Glass" (ガラスのくつ Garasu no Kutsu?), thể hiện bởi Kanako Itō

## Đón nhận
Richard Eisenbeis của Kotaku đã cho rằng trò chơi "biết đến như một trong những trò chơi kinh tởm nhất từng được phát hành," nhưng khiến người chơi phải đồng cảm với vai phản diện — "Nhưng có lẽ điều hấp dẫn nhất ở Khúc hát của Saya là ở khía cạnh nào đó, giữa những thứ kinh dị mà nó phơi bày, nó vẫn khiến những thứ tưởng chừng gớm ghiếc trở nên đẹp đẽ "
Gen Urobuchi lưu tâm rằng sự phổ biến của tác phẩm sau này của ông Puella Magi Madoka Magica đã gợi lại sự quan tâm đến Saya no Uta vào năm 2011, đến nỗi Saya no Uta "kiếm được nhiều tiền như thể đó là một trò chơi mới phát hành".